# Керкенна
Керкенна (араб. جزر قرقنة‎) — группа островов у восточного побережья Туниса, в заливе Габес. Составляют коммуну Керкенна в вилайте Сфакс, в 18 км от самого Сфакса.

## География
Состоит из двух низменных островов, Шерги и Эль-Гарби, с окружающими небольшими островками.
Климат тёплый и засушливый, с годовыми осадками около 200 мм, с сильными ветрами. Флора состоит из ксерофитов, преимущественно пальм.

## История
Керкенна была населена издревле тунисцами, но во времена римского владычества здесь был порт и пункт наблюдения за судами в регионе. После распада Римской империи острова вернулись к прежней жизни и до последнего времени практически не были затронуты модернизацией.

## Население
Главный город Эр-Ремла расположен на Шерги и имеет население в 2000 чел. Население коммуны сильно уменьшилось в 1980-х гг. из-за засухи. На островах практически отсутствуют ирригационные системы и островитяне были вынуждены переселяться на материк, преимущественно в Сфакс.

## Экономика
Сельское хозяйство не развито и состоит практически из мелкого нетоварного животноводства (куры и козы). Основным занятием островитян является рыбный промысел, с ловлей осьминогов, идущих на экспорт на материк.
Из-за отсутствия достопримечательностей и инфраструктуры туризм практически не развит, хотя тунисцы приезжают на выходные, некоторые имеют здесь вторые дома.